# Mount Regina
Mount Regina är ett berg i Antarktis. Det ligger i Östantarktis. Nya Zeeland gör anspråk på området. Toppen på Mount Regina är 2 080 meter över havet. Mount Regina ingår i Everett Range.
Terrängen runt Mount Regina är huvudsakligen kuperad, men åt nordväst är den bergig. Mount Regina är den högsta punkten i trakten. Trakten är obefolkad. Det finns inga samhällen i närheten.